# Кайдунски метеорит
Кайдунският метеорит пада на 12 март 1980 г. в съветска военна база (координати: 15° N, 48.3° E) в Йемен.
Метеоритът е уникален заради разнообразния си състав, който довежда до спорове около произхода му. През 2004 г. е предположено, че метеоритът произхожда от марсианския спътник Фобос.
В по-голямата си част е съставен от въглероден хондрит от типа CR2, но съдържа и други типове като C1, CM1 и C3. От общо 60 вида материали в състава на Кайдунски метерит няколко вида не са срещани никъде другаде.
Причината, поради която се предполага, че Фобос е източникът, са двата изключително редки алкални конгломерата, забелязани в метеорита, всеки от които е включен в скалата по различно време. Това предполага, че тялото, от което произхожда метеоритът, е било близо до друго със скали, богати на алкални елементи, които са продукт на вулканична диференциация. Това сочи към Марс и към неговите естествени спътници и най-вече Фобос заради по-голямата му близост до планетата, отколкото спътника Деймос.